# Gettengrün (Wüstung)

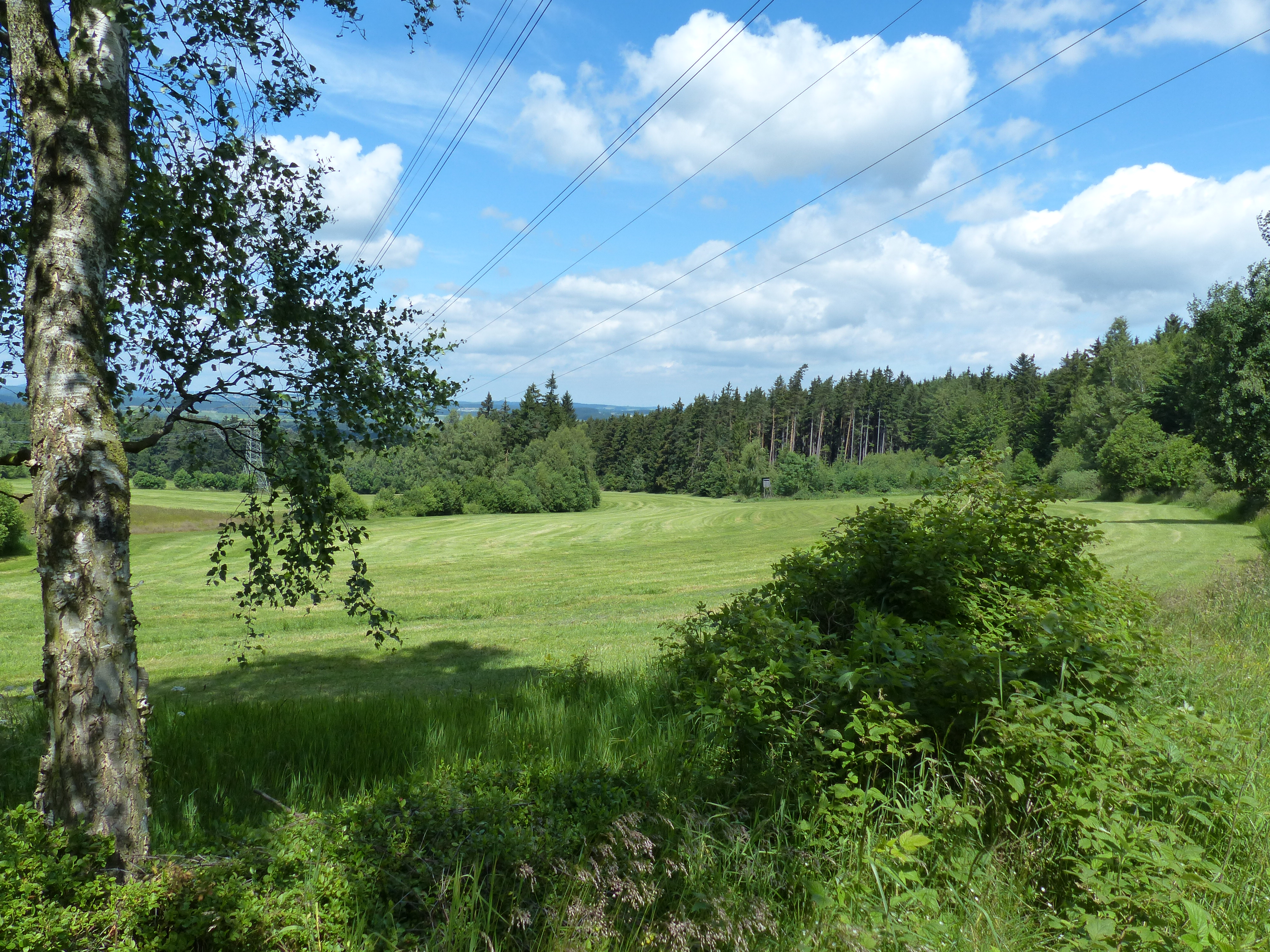
Lichtung um die Wüstung Gettengrün

Gettengrün ist eine Wüstung in der Nähe von Hallerstein, heute Gemeindeteil der Stadt Schwarzenbach an der Saale im oberfränkischen Landkreis Hof.
Das Gelände der Wüstung liegt im Wald am Fuß des Kreuzsteins südwestlich von Hallerstein. Die Lichtung wird heute als „Herrenhut“ bezeichnet, andere Flurnamen, wie Herrenhofwiese oder Gettengrüner Wiese deuten noch auf die Wüstung hin. Über den Berg führt unweit eine Altstraße bzw. Passstraße, der Trompetenstein am Berggipfel ist ein Baudenkmal. Kreuzstein und Wüstung sind Stationen eines historischen Rundwanderweges. Mitten durch die Lichtung fließt nordostwärts der Übermaßbach, der heute in die Förmitztalsperre mündet. Der Name Gettengrün wird mit Ghetto von Waldstein in Verbindung gebracht, der um 1170 Erbauer der Ostburg war. 1361 wurde in einer Urkunde mit Orten des Münchberger Raumes auch das später nicht mehr erwähnte „Geilengrün“ gelistet. 1417 erschien in einer Urkunde „Setteingrün“ als Wüstung. 1419 erhielt Rüdiger von Sparneck Gettengrün und andere Orte von König Wenzel als Lehen. Die Wüstung reiht sich ein in einen Gürtel von Wüstungen in der Münchberger Hochfläche, dazu zählen Brandenstumpf, der Förmitzer Meierhof und Niedernförmitz. In der Zeit der Errichtung von Schloss Hallerstein wurde die Siedlung aufgegeben. Keramikfunde datierte das Germanische Nationalmuseum in das 14. Jahrhundert.